# Wiens pendeltåg
| Station on track |

| Unknown BSicon "tSTRa" |

| Unknown BSicon "tBHF" |

| Unknown BSicon "tSTRe" |

| Unknown BSicon "tSTRa" |

| Unknown BSicon "tBHF" |

| Unknown BSicon "tABZgl" | Unknown BSicon "tSTR+r" |

| Unknown BSicon "tSTRe" | Unknown BSicon "tBHF" |

| Unknown BSicon "tSTRa" | Unknown BSicon "tSTRe" |

| Unknown BSicon "tBHF" | One way leftward |

| Unknown BSicon "tBHF" |

| Unknown BSicon "tSTRe" |

| Station on track |

| Unknown BSicon "tSTRa" |

| Unknown BSicon "tBHF" |

| Unknown BSicon "tSTRe" |

| Unknown BSicon "tSTRa" |

| Unknown BSicon "tBHF" |

| Unknown BSicon "tABZgl" | Unknown BSicon "tSTR+r" |

| Unknown BSicon "tSTRe" | Unknown BSicon "tBHF" |

| Unknown BSicon "tSTRa" | Unknown BSicon "tSTRe" |

| Unknown BSicon "tBHF" | One way leftward |

| Unknown BSicon "tBHF" |

| Unknown BSicon "tSTRe" |

S-Bahn Wien är ett av de två pendeltågssystem som betjänar Wien: S-Bahn betjänar huvudsakligen staden och dess inre förorter medan tåg som officiellt räknas som RegionalBahn betjänar det yttre länet. S-Bahn började trafikera Wien 1962. Linjenätet har vuxit genom åren och idag har man sammanlagt 10 linjer varav en går till Wiens flygplats. Vagnarna är antingen blåvita (de äldre) eller rödgrå (de yngre). I centrala Wien går pendeltågen i tunnlar med flera underjordiska stationer. En första tunnel öppnades 1959 under Wien Mitte, 1962 tunneln vid Quartier Belvedere - Hauptbahnhof samt 2002 tunneln Rennweg - St. Marx. Stora centraler är Wien Mitte (närmast stadskärnan) och Praterstern där man kan byta till tunnelbana och spårvagn.

## Linjer
| Linje | Sträcka                                    |
| ----- | ------------------------------------------ |
| S1    | Wien Meidling ↔ Marchegg                   |
| S2    | Mödling ↔ Laa an der Thaya                 |
| S3    | Wiener Neustadt Hbf ↔ Hollabrunn           |
| S4    | Wiener Neustadt Hbf ↔ Tullnerfeld          |
| S7    | Wolfsthal ↔ Laa an der Thaya               |
| S40   | Wien Franz Josefs Bahnhof ↔ St. Pölten Hbf |
| S45   | Wien Hütteldorf ↔ Wien Handelskai          |
| S50   | Wien Westbahnhof ↔ Eichgraben-Altlengbach  |
| S60   | Wiener Neustadt Hbf ↔ Bruck an der Leitha  |
| S80   | Wien Aspern Nord ↔ Wien Hütteldorf         |

## Bilder

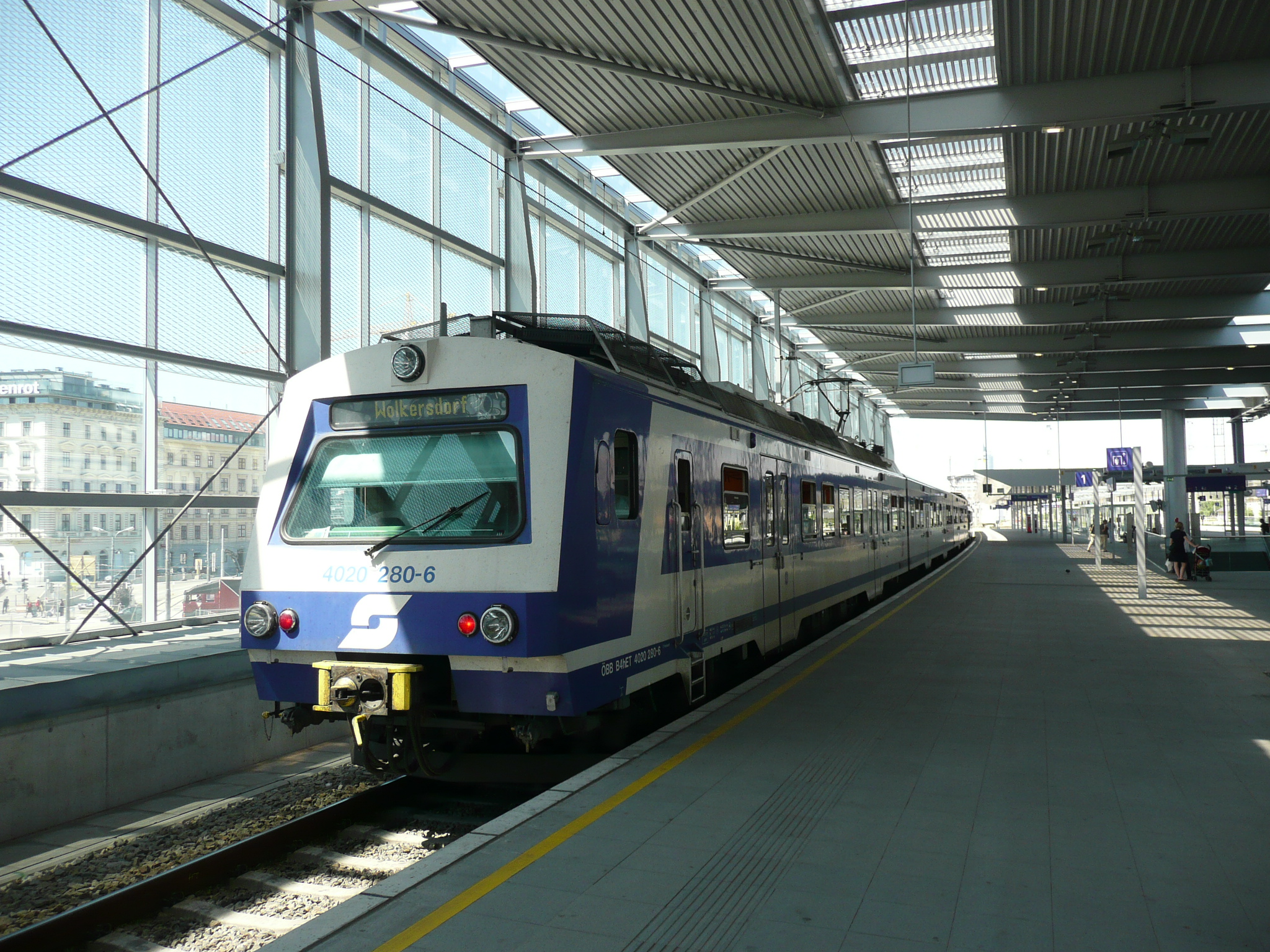
Wien Praterstern
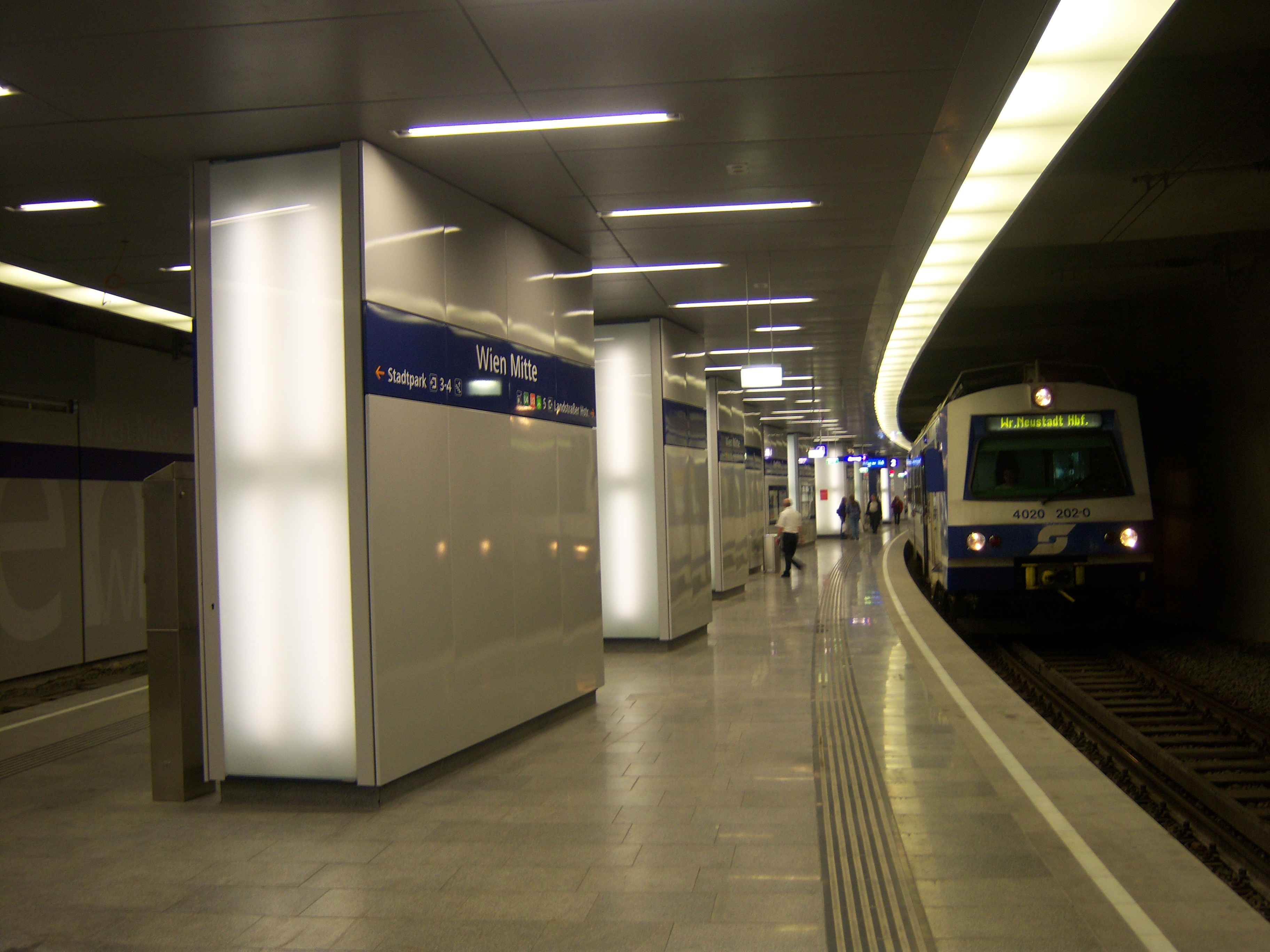
Wien Mitte
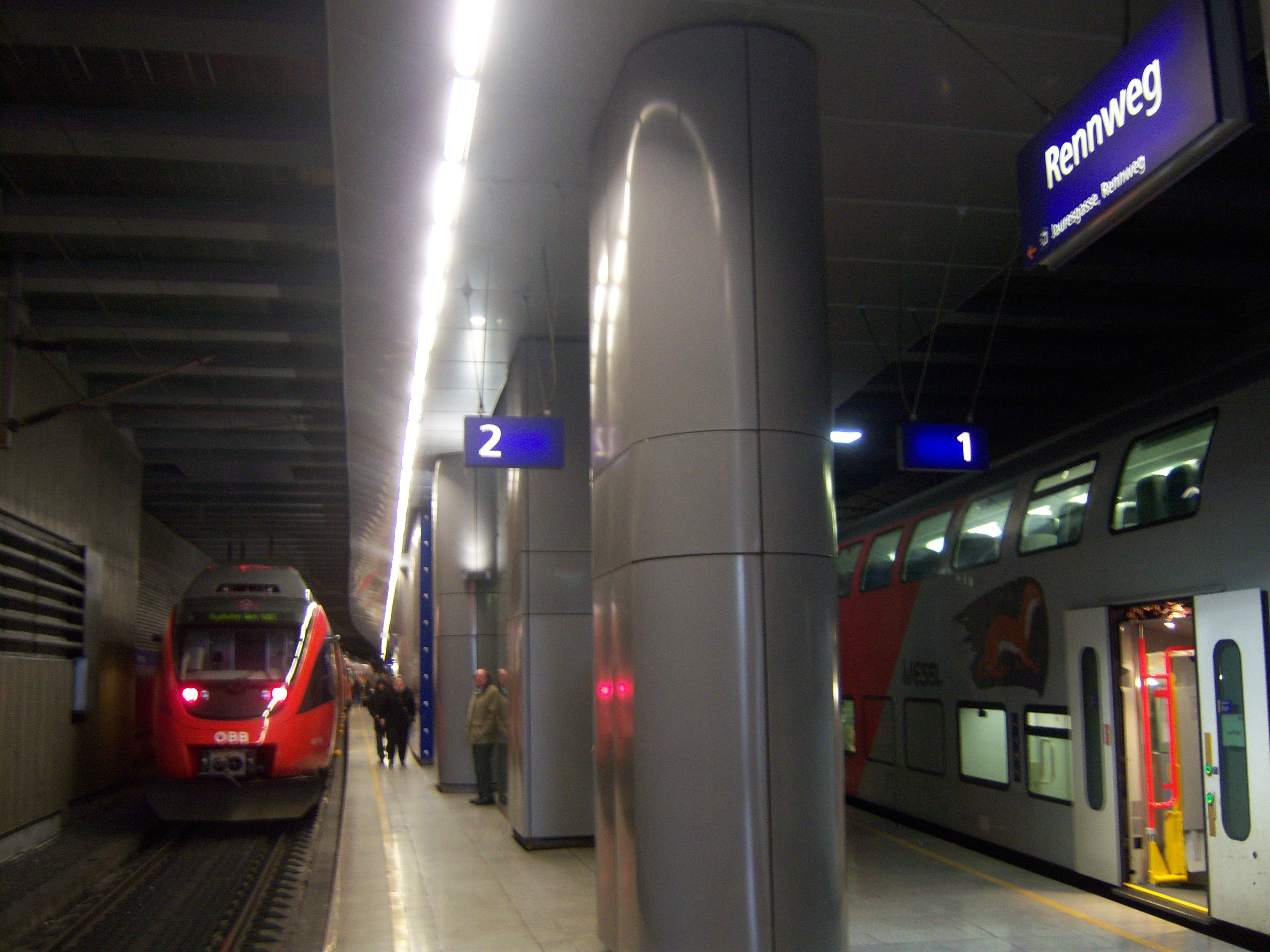
Wien Rennweg
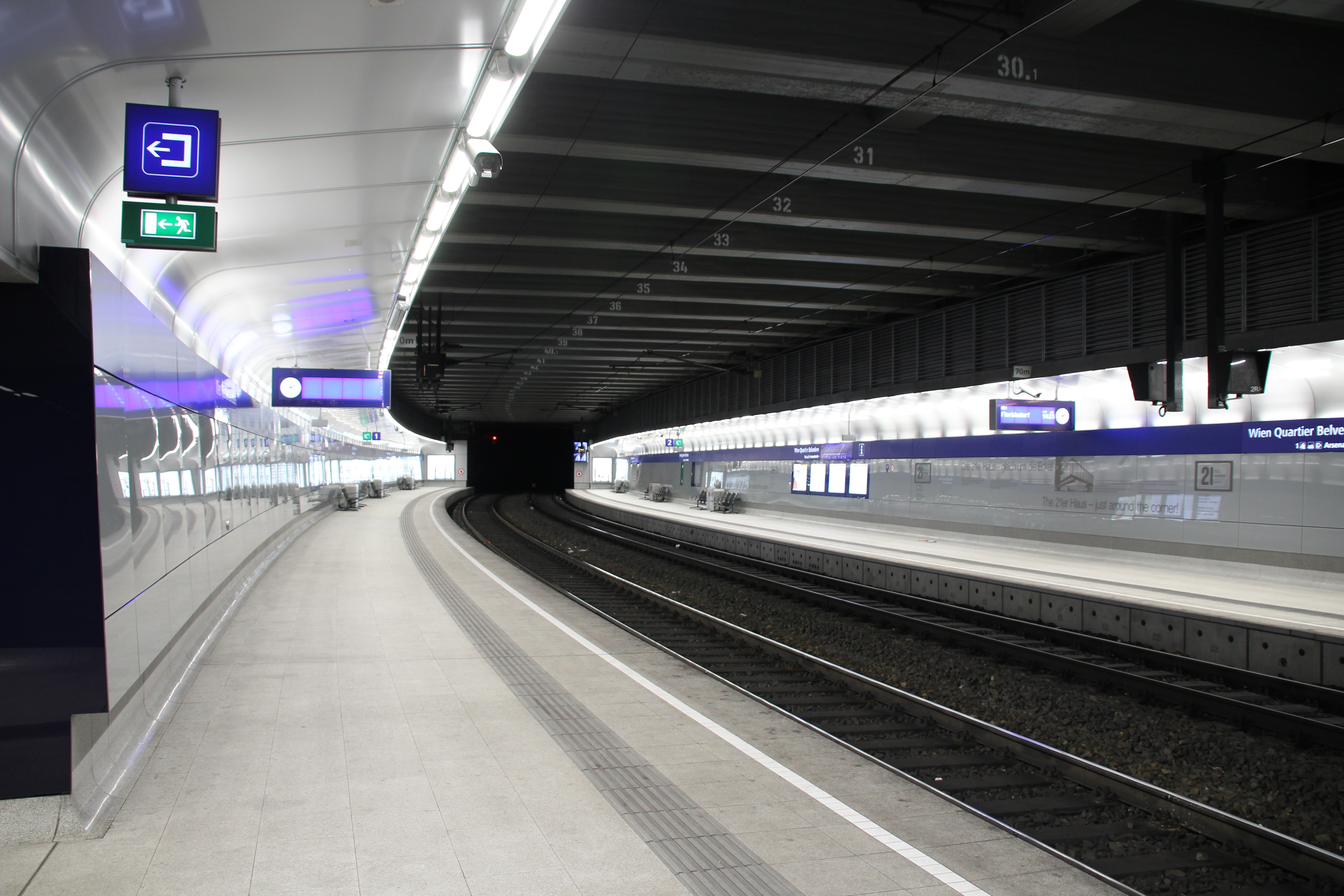
Wien Quartier Belvedere
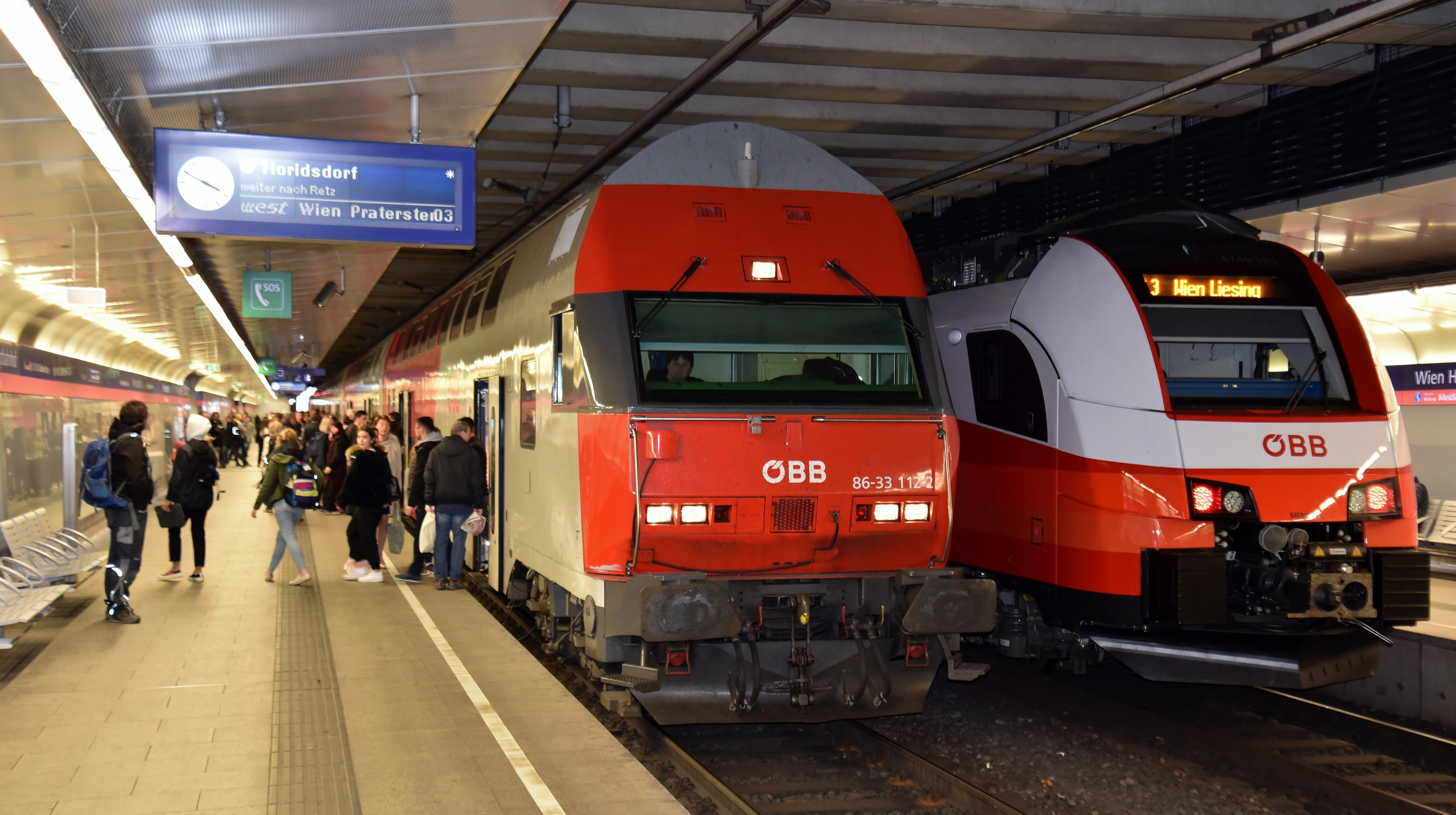
Wien Hauptbahnhof
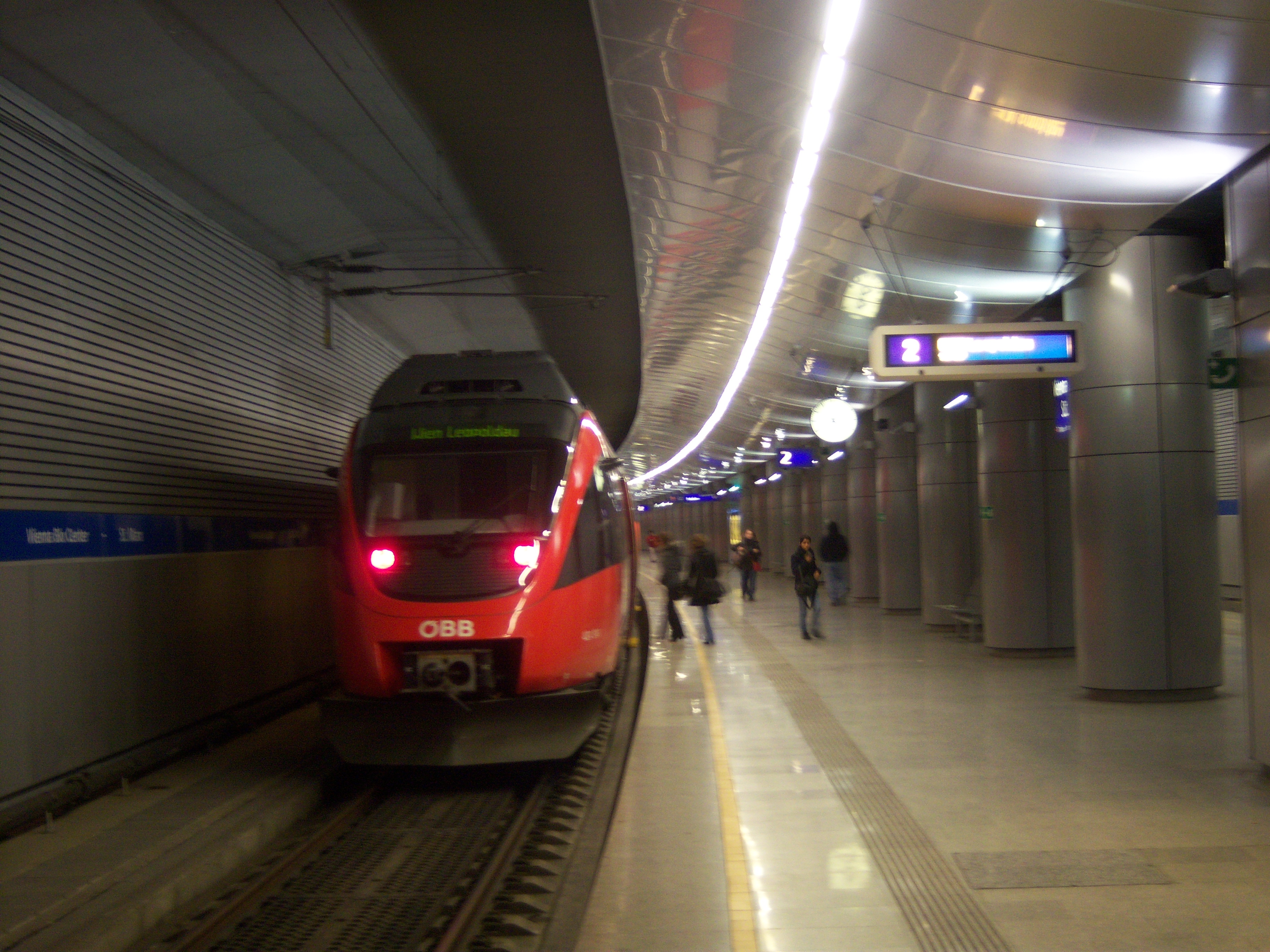
Ny S-Bahnvagn vid Wien St. Marx
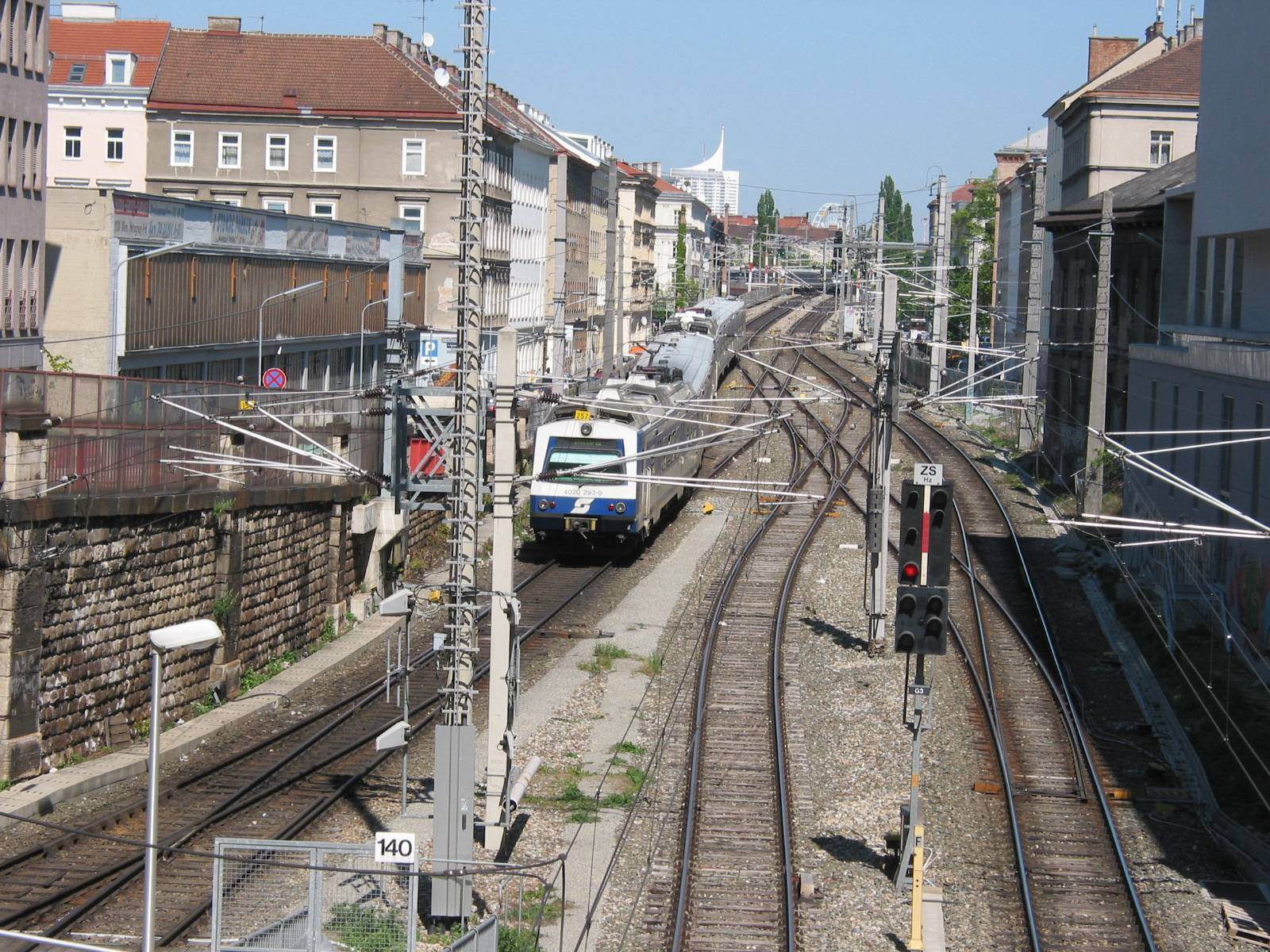
Äldre S-Bahnvagn inne i centrala Wien
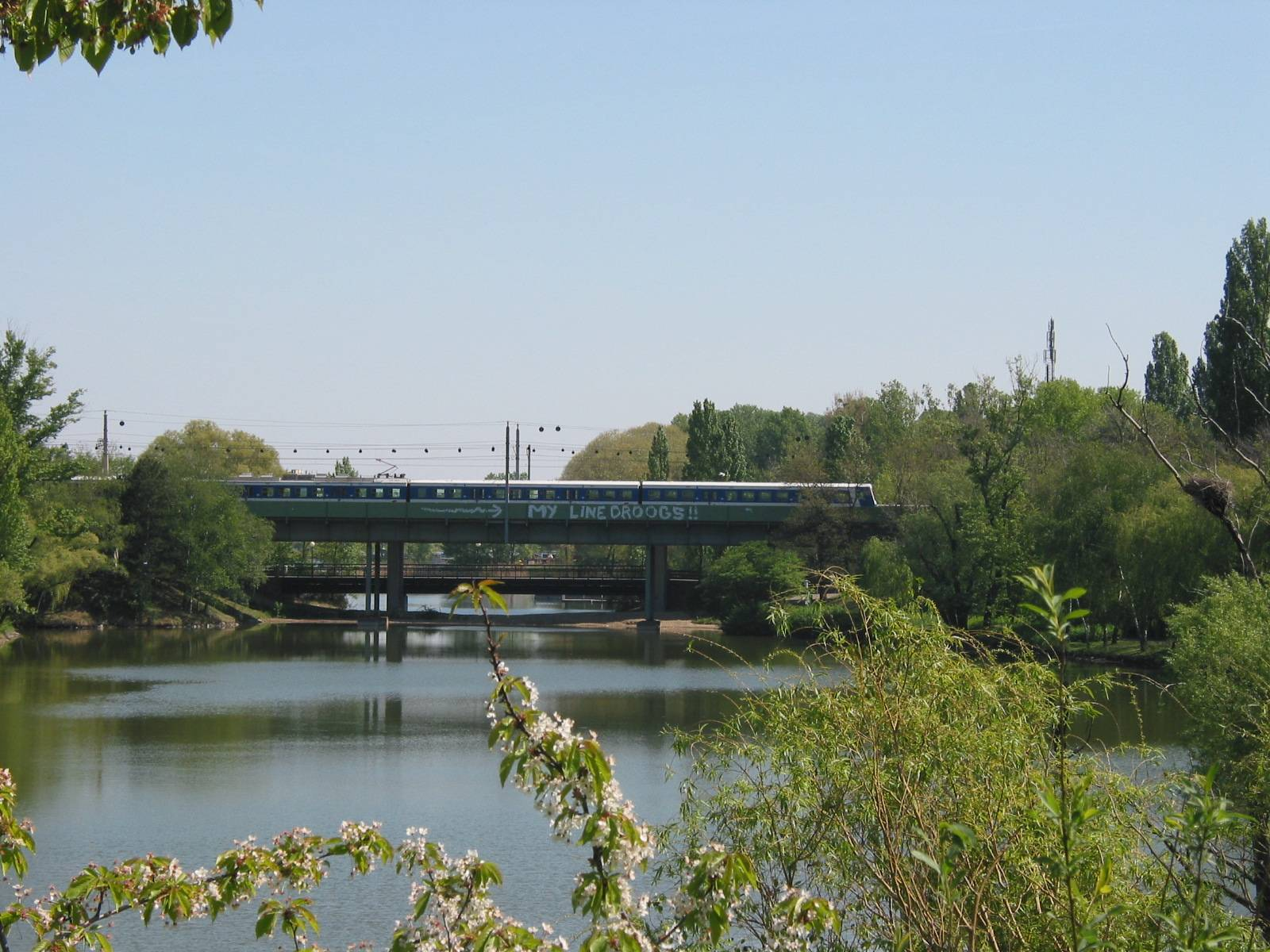
S-bahn på Wasserparkbrücke